# Die Bestatterin – Die unbekannte Tote
Die Bestatterin – Die unbekannte Tote ist ein deutscher Fernsehfilm von Fabian Möhrke aus dem Jahr 2021. Er entstand nach einem Drehbuch von Alexander Buresch. Der Kriminalfilm ist nach Die Bestatterin – Der Tod zahlt alle Schulden die zweite Produktion aus der Filmreihe Die Bestatterin mit Anna Fischer in der Hauptrolle und wurde am 28. Januar 2021 erstmals im Fernsehen ausgestrahlt.

## Handlung
Das familieneigene Bestattungsunternehmen der Taubenbaums läuft weiterhin nicht gut, weshalb Lisa Taubenbaum einem Nebenjob nachgeht. Arbeit gibt es plötzlich, als an einer Bushaltestelle eine tote Frau sitzend aufgefunden wird. Nichts deutet auf ein Verbrechen hin, weshalb der Leichnam ohne weitere Untersuchungen der Bestatterin übergeben wird. Lisa will auf eigene Faust versuchen, die Identität der Toten herauszufinden und verteilt im ganzen Ort Fotos. Aber auch deren angeblicher Herzstillstand als Todesursache gibt ihr zu denken, denn dafür war sie eigentlich zu jung. Ihr kriminalistischer Spürsinn ist geweckt, und es gibt Hinweise darauf, dass das Opfer zu Lebzeiten als Betrügerin unterwegs war. Es meldet sich auch ein junger Mann, der angibt, der Bruder des Opfers zu sein, sich aber nicht identifizieren kann und wieder verschwindet. Noch mysteriöser wird es, als Lisa im Wald das Auto zu dem Zündschlüssel findet, den die Tote in der Hand hatte. Offensichtlich hatte die Fahrerin einen Wildunfall, weshalb sie zu der Bushaltestelle gegangen war. Im Kofferraum findet sich die Leiche von Alfred Dürr, der seit einiger Zeit vermisst wird. Kriminalkommissar Thomas Zellinger, der sich eingeschaltet hat, fragt sich, warum die Frau den alten Dürr hätte entführen sollen. Klar ist, dass Alfred Dürr schon länger dazu gedrängt worden ist, sein Land zu verkaufen, weil zum einen ein Investor aus Stuttgart einen Golfplatz errichten möchte und zum anderen aber auch Landwirt Rolf Zerwegg zusammenliegende Ackerflächen benötigt, um seine Biolandwirtschaft zu erweitern.
Lisa kommt inzwischen an die Handtasche der unbekannten Toten. Darin findet sich ein Zimmerschlüssel eines Hotels, dessen entsprechendes Zimmer die junge Frau untersucht. Neben diversem Diebesgut, das die Frau alten Leuten gestohlen hat, befinden sich auch viele Kredit-Karten von geprellten Opfern in dem Zimmer.
Nach Tagen meldet sich ein Radfahrer bei Lisa, der eines ihrer Vermisstenfotos gesehen hat, er kannte die Tote unter dem Namen „Steffi“. Der Mann erzählt ihr, wie diese ihn vor zwei Jahren um 70.000 Euro betrogen habe. Vor kurzem habe er sie bei einer Investorenparty für das Golfresort auf dem Reiterhof Waibel wieder getroffen. Sie sei vor ihm mit einem Auto geflohen. Lisa ist klar, dass das der Wagen von Dürr gewesen sein muss und der Besitzer da bereits im Kofferraum lag. Ihre Vermutung, dass Jörg Waibel, der Besitzer des Reiterhofes, Dürr gefügig machen wollte, indem er ihn in seinem Kofferraum eingesperrt hatte, bewahrheitet sich. Dass dieses Auto von einem Partygast zur Flucht benutzt werden könnte und Dürr in der Zwischenzeit vor Aufregung einen Herzinfarkt erlitten hatte, konnte er nicht ahnen. So werden Waibel und Investor Paul Geller wegen Entführung festgenommen. Die Obduktion der unbekannten Toten ergibt, dass sie an inneren Verletzungen aufgrund des Wildunfalls gestorben ist.

## Produktion und Hintergrund
Die Bestatterin – Die unbekannte Tote wurde im Auftrag der ARD-Degeto durch die film gmbh für Das Erste produziert.
Die Dreharbeiten fanden im Zeitraum 22. September bis zum 21. Oktober 2020 unter dem Arbeitstitel Die Bestatterin 2 – Die unbekannte Tote an unterschiedlichen Drehorten, beispielsweise auf der Schwäbischen Alb und in Stuttgart statt.
Die Kamera führte Matthias Reisser – für den Ton zeichnete Julian Peuker verantwortlich, für das Szenenbild Ulrich Hintzen, für das Kostümbild Petra M. Hanslbauer und für die Maske Miriam Hauser. Verantwortliche Redakteure waren Katja Kirchen (Degeto) und Ulrich Herrmann (SWR). In dieser zweiten Folge übernahm der Schauspieler Artus Maria Matthiessen die Rolle des Alfons Taubenbaum, Lisas Vater, der im vorherigen Film noch von Hartmut Volle gespielt wurde.
Geändert hat sich der Sendeplatz der Reihe: Während der erste Film zur Hauptsendezeit an einem Samstagabend gezeigt wurde, wurde Die unbekannte Tote im Rahmen der Reihe Der Donnerstagskrimi im Ersten ausgestrahlt.

## Rezeption

### Einschaltquote
Die Erstausstrahlung von Die Bestatterin – Die unbekannte Tote wurde in Deutschland am 28. Januar 2021 von 6,03 Millionen Zuschauern gesehen und erreichte somit einen Marktanteil von 18,4 % für Das Erste.

### Kritiken
Für tittelbach.tv vergab Rainer Tittelbach 4 von 6 möglichen Punkten für den Film. Zusammenfassend meinte er: „Das sehr hohe Niveau zum ‚Auftakt‘ kann der zweite Einsatz von Anna Fischer als kriminalisierende Bestatterin, die es in ihre alte Heimat verschlagen hat, trotz ähnlicher Tonlage und guter Inszenierung nicht ganz halten. Weitere Episoden sind trotzdem wünschenswert, da die Heimatkrimi-Farbe bei der Degeto aktuell nur norddeutsch vertreten ist – und der renommierte Autor Alex Buresch das Potenzial von Bestatter-Milieu, Titelfigur & Fischer noch nicht ausgeschöpft hat.“
Sarah Kohlberger von Prisma.de wertete: „Regisseur Fabian Möhrke packt alles in den Heimatkrimi, was Erfolg verspricht: die Schwäbische Alb als atmosphärische Kulisse, zwei rätselhafte Tode, schwarzer Humor, schwäbischer Dialekt, eine ordentliche Portion Spannung, und eine hitzige Debatte darüber, ob sich das Dorf lieber der Bio-Landwirtschaft widmet oder einem Golfplatz-Ressort für Touristen.“ „Besonders sympathisch sind die Darsteller, die die Geschichte stemmen. Anna Fischer überzeugt als kecke Bestatterin sowie Physiotherapeutin und Ermittlerin in Personalunion. Artus Maria Matthiessen mimt, anstelle von Hartmut Volle im ersten Teil, ihren grummeligen und stillen, aber entschlossenen Vater. Und Helgi Schmid glänzt in der Rolle des desinteressierten Polizisten, der dann aber doch seine Arbeit macht.“
„Pfiffiger Landkrimi und Leichen mit Augenzwinkern“, meinten die Kritiker der Fernsehzeitschrift TV Spielfilm über den Film und bewerteten diesen mit dem Daumen nach oben.